# Jeff Teague
Pour les articles homonymes, voir Teague.
Jeffrey Demarco « Jeff » Teague, né le 10 juin 1988 à Indianapolis dans l'Indiana, est un joueur américain de basket-ball évoluant au poste de meneur et mesurant 1,84 m.

## Biographie

### Vie personnelle
Jeff Teague est né le 10 juin 1988 à Indianapolis (Indiana). Fils de Shawn et Carol Teague, son père est un ancien joueur de basket-ball à la carrière universitaire modeste, qui a successivement porté les maillots du Missouri et de Boston College, où il évolua sous les ordres de Rick Pitino. Jeff a deux sœurs et deux frères, dont l'un, prénommé Marquis, joue également en NBA.

### Carrière universitaire
À 18 ans, Jeff Teague rejoint le lycée de Pike à Indianapolis, Indiana. Il y passe sa saison senior, au cours de laquelle il mène son équipe à un bilan total de 20 victoires pour 5 défaites, en affichant une moyenne de 22 points, 4 passes et 2 interceptions par matches. Ces performances sont honorées d'une nomination dans l'équipe type 2007 de sa conférence.
Après avoir reçu des propositions d'universités telles que Xavier, Indiana ou encore Boston College, Jeff décide de rejoindre l'université de Wake Forest à Winston-Salem en Caroline du Nord à partir de la saison 2007-2008. Sous le maillot des Demon Deacons, il est nommé dans l'équipe-type freshman de l'Atlantic Coast Conference (ACC All-Freshman Team) et reçoit des votes pour le titre de rookie de l'année dans cette même conférence. Lors de sa saison sophomore, Teague mène West Forest jusqu'à la March Madness 2009, où son équipe est éliminée dès le premier tour contre Cleveland State. Avec une moyenne de 19 points, 4 passes décisives et 2 interceptions par matches et une réussite de près de 50% à trois-points, il est nommé dans la Consensus second-team All-American ainsi que dans la deuxième équipe-type de sa conférence. Il est le premier joueur de l'université depuis Chris Paul à être nommé dans une équipe All-American,.

### Carrière NBA

#### Hawks d'Atlanta (2009-2016)
Le 8 avril 2009, il annonce sa candidature à la draft 2009. Il est sélectionné en 19e position par les Hawks d'Atlanta. Le 20 juillet 2009, il signe son contrat rookie avec la franchise.
Pendant ses deux premières saisons, Teague est le back-up de Mike Bibby puis de Kirk Hinrich à la mène. Il a peu de temps de jeu mais dispute tout de même 141 rencontres de saison régulière et participe aux campagnes de playoffs de la franchise. C'est lors de la demi-finale de conférence Est des playoffs 2011 face aux Bulls de Chicago que Teague se révèle au grand public. Alors qu'il joue à peine 10 minutes cumulées lors du premier tour remporté face au Magic d'Orlando (4-2), le meneur de jeu est propulsé dans le cinq majeur à la suite de la blessure de Kirk Hinrich au muscle ischio-jambier. Opposé à Derrick Rose, MVP de la saison régulière, Teague saisit l'occasion et inscrit 14,8 points et délivre 4,2 passes décisives de moyenne en 38 minutes de jeu sur l'ensemble des six rencontres. 
Malgré la défaite (2-4) de son équipe, ce coup d'éclat lui permet d'obtenir une place de titulaire à partir de la saison 2011-2012. Dès lors, il ne cesse d'améliorer ses statistiques jusqu'à atteindre 7,2 passes décisives par matches en 2013 et 16,5 points en 2014. Par ailleurs, il participe au Skills Challenge lors du All-Star week-end 2013. Une participation qu'il réitère en 2015, sans pour autant parvenir à l'emporter. Parallèlement, il s'incline en tant que remplaçant avec la sélection Est face à l'Ouest (163-158) à l'occasion de sa première sélection au All-Star Game,.
Après le départ de Joe Johnson pour Brooklyn, Teague devient l'un des leaders d'Atlanta, rôle qui l'enthousiasme.
Il est élu joueur de la semaine de la conférence Est lors de la dernière semaine de la saison 2013-2014.

#### Pacers de l'Indiana (2016-2017)
En juillet 2016, les Hawks transfèrent Teague aux Pacers dans un échange à trois impliquant le Jazz. George Hill intègre le Jazz et ce dernier envoie son 12e de la draft 2016 aux Hawks.

#### Timberwolves du Minnesota (2017-2020)
Le 10 juillet 2017, il signe un contrat de 57 millions de dollars sur 3 ans avec les Timberwolves du Minnesota.

#### Retour aux Hawks d'Atlanta (jan. 2020-nov. 2020)
Le 16 janvier 2020, il est échangé en compagnie de Treveon Graham aux Hawks d'Atlanta en échange d'Allen Crabbe. Ainsi, il revient dans la franchise qui l'a drafté et avec laquelle il a commencé sa carrière NBA.

#### Celtics de Boston (novembre 2020-mars 2021)
À l'intersaison 2020, il signe avec les Celtics de Boston pour un an. Le 25 mars 2021, il est envoyé au Magic d'Orlando mais est libéré par la franchise floridienne.

#### Bucks de Mikwaukee (2021)
Le 29 mars 2021, il s'engage avec les Bucks de Milwaukee,.

## Statistiques

### Universitaires
| Saison    | Équipe      | Matchs | Titul. | Min./m | % Tir | % 3pts | % LF | Rbds/m. | Pass/m. | Int/m. | Ctr/m. | Pts/m. |
| --------- | ----------- | ------ | ------ | ------ | ----- | ------ | ---- | ------- | ------- | ------ | ------ | ------ |
| 2007-2008 | Wake Forest | 30     | 21     | 29,7   | 43,4  | 39,5   | 80,3 | 2,73    | 2,47    | 1,83   | 0,50   | 13,87  |
| 2008-2009 | Wake Forest | 31     | 30     | 32,0   | 48,5  | 44,1   | 81,7 | 3,29    | 3,55    | 1,87   | 0,65   | 18,84  |
| Carrière  | Carrière    | 61     | 61     | 30,9   | 46,2  | 42,1   | 81,2 | 3,02    | 3,02    | 1,85   | 0,57   | 16,39  |

### Professionnelles
Légende :
| Champion NBA |

gras = ses meilleures performances

#### Saison régulière
| Saison        | Équipe        | Matchs | Titul. | Min./m | % Tir | % 3pts | % LF | Rbds/m. | Pass/m. | Int/m. | Ctr/m. | Pts/m. |
| ------------- | ------------- | ------ | ------ | ------ | ----- | ------ | ---- | ------- | ------- | ------ | ------ | ------ |
| 2009-2010     | Atlanta       | 71     | 3      | 10,1   | 39,6  | 21,9   | 83,7 | 0,94    | 1,72    | 0,48   | 0,15   | 3,21   |
| 2010-2011     | Atlanta       | 70     | 7      | 13,8   | 43,8  | 37,5   | 79,4 | 1,46    | 1,97    | 0,64   | 0,36   | 5,16   |
| 2011-2012     | Atlanta       | 66     | 66     | 33,1   | 47,7  | 34,2   | 75,7 | 2,41    | 4,88    | 1,61   | 0,56   | 12,59  |
| 2012-2013     | Atlanta       | 80     | 78     | 32,9   | 45,1  | 35,9   | 88,1 | 2,25    | 7,24    | 1,46   | 0,35   | 14,57  |
| 2013-2014     | Atlanta       | 79     | 79     | 32,2   | 43,8  | 32,9   | 84,6 | 2,63    | 6,68    | 1,13   | 0,22   | 16,51  |
| 2014-2015     | Atlanta       | 73     | 72     | 30,5   | 46,0  | 34,3   | 86,2 | 2,52    | 7,03    | 1,71   | 0,42   | 15,92  |
| 2015-2016     | Atlanta       | 79     | 79     | 28,5   | 43,9  | 40,0   | 83,7 | 2,71    | 5,95    | 1,23   | 0,30   | 15,68  |
| 2016-2017     | Indiana       | 82     | 82     | 32,4   | 44,3  | 35,7   | 86,7 | 4,05    | 7,78    | 1,24   | 0,39   | 15,29  |
| 2017-2018     | Minnesota     | 70     | 70     | 33,0   | 44,6  | 36,8   | 84,5 | 2,99    | 7,03    | 1,46   | 0,33   | 14,20  |
| 2018-2019     | Minnesota     | 42     | 41     | 30,1   | 42,3  | 33,3   | 80,4 | 2,52    | 8,17    | 1,02   | 0,43   | 12,14  |
| 2019-2020     | Minnesota     | 34     | 13     | 27,8   | 44,8  | 37,9   | 86,8 | 2,59    | 6,12    | 0,74   | 0,38   | 13,18  |
| 2019-2020     | Atlanta       | 25     | 4      | 20,8   | 41,2  | 33,3   | 88,7 | 2,16    | 4,00    | 0,76   | 0,24   | 7,72   |
| 2020-2021     | Boston        | 34     | 5      | 18,1   | 41,5  | 46,4   | 83,6 | 1,68    | 2,15    | 0,76   | 0,21   | 6,85   |
| 2020-2021     | Milwaukee     | 21     | 2      | 15,9   | 46,9  | 38,5   | 86,4 | 1,48    | 2,81    | 0,38   | 0,24   | 6,57   |
| Carrière      | Carrière      | 826    | 600    | 26,8   | 44,4  | 36,0   | 84,4 | 2,41    | 5,55    | 1,13   | 0,34   | 12,18  |
| All-Star Game | All-Star Game | 1      | 0      | 13,4   | 66,7  | 100,0  | 0,0  | 1,00    | 2,00    | 2,00   | 2,00   | 14,00  |

Dernière mise à jour le 25 mars 2021.

#### Playoffs
| Saison   | Équipe    | Matchs | Titul. | Min./m | % Tir | % 3pts | % LF | Rbds/m. | Pass/m. | Int/m. | Ctr/m. | Pts/m. |
| -------- | --------- | ------ | ------ | ------ | ----- | ------ | ---- | ------- | ------- | ------ | ------ | ------ |
| 2010     | Atlanta   | 9      | 0      | 6,5    | 33,3  | 40,0   | 0,0  | 0,22    | 0,44    | 0,33   | 0,11   | 1,78   |
| 2011     | Atlanta   | 8      | 6      | 29,8   | 51,4  | 14,3   | 82,6 | 2,12    | 3,50    | 0,75   | 0,38   | 11,75  |
| 2012     | Atlanta   | 6      | 6      | 37,4   | 41,1  | 41,2   | 89,5 | 3,67    | 4,17    | 0,83   | 0,83   | 14,00  |
| 2013     | Atlanta   | 6      | 6      | 35,5   | 33,3  | 30,0   | 82,1 | 2,83    | 5,00    | 1,50   | 0,33   | 13,33  |
| 2014     | Atlanta   | 7      | 7      | 34,6   | 39,3  | 33,3   | 95,0 | 3,71    | 5,00    | 1,00   | 0,57   | 19,29  |
| 2015     | Atlanta   | 16     | 16     | 33,0   | 41,0  | 32,3   | 86,7 | 3,19    | 6,69    | 1,50   | 0,44   | 16,81  |
| 2016     | Atlanta   | 10     | 10     | 27,9   | 37,7  | 24,3   | 84,6 | 1,90    | 6,20    | 0,60   | 0,20   | 14,50  |
| 2017     | Indiana   | 4      | 4      | 35,6   | 48,9  | 52,9   | 83,3 | 3,25    | 6,25    | 1,00   | 0,75   | 17,00  |
| 2018     | Minnesota | 5      | 5      | 30,6   | 45,1  | 38,9   | 70,6 | 3,60    | 5,80    | 0,60   | 0,40   | 13,00  |
| 2021     | Milwaukee | 16     | 0      | 7,5    | 29,0  | 45,5   | 81,8 | 0,50    | 0,81    | 0,19   | 0,00   | 2,00   |
| Carrière | Carrière  | 87     | 60     | 25,3   | 40,5  | 34,3   | 85,4 | 2,22    | 4,10    | 0,80   | 0,33   | 11,36  |

Dernière mise à jour le 11 juin 2022.

## Palmarès
- Champion de la Conférence Est de la NBA en 2021
- Champion NBA en 2021 avec les Bucks de Milwaukee
- 1 Sélection au NBA All Star Game en 2015

## Records sur une rencontre en NBA
Les records personnels de Jeff Teague en NBA sont les suivants, :
| Type de statistique        | Saison régulière | Saison régulière          | Saison régulière | Playoffs | Playoffs                 | Playoffs      |
| Type de statistique        | Record           | Adversaire                | Date             | Record   | Adversaire               | Date          |
| -------------------------- | ---------------- | ------------------------- | ---------------- | -------- | ------------------------ | ------------- |
| Points                     | 34               | 2 fois                    | 2 fois           | 30       | @ Cavaliers de Cleveland | 24 mai 2015   |
| Paniers marqués            | 14               | 2 fois                    | 2 fois           | 11       | Cavaliers de Cleveland   | 20 mai 2015   |
| Paniers tentés             | 24               | @ Cavaliers de Cleveland  | 26 décembre 2013 | 24       | Cavaliers de Cleveland   | 20 mai 2015   |
| Paniers à 3 points réussis | 5                | Mavericks de Dallas       | 1er février 2016 | 4        | Cavaliers de Cleveland   | 20 avril 2017 |
| Paniers à 3 points tentés  | 9                | 2 fois                    | 2 fois           | 9        | @ Celtics de Boston      | 24 avril 2016 |
| Lancers francs réussis     | 16               | @ Clippers de Los Angeles | 22 janvier 2018  | 9        | 5 fois                   | 5 fois        |
| Lancers francs tentés      | 17               | @ Clippers de Los Angeles | 22 janvier 2018  | 11       | Celtics de Boston        | 16 avril 2016 |
| Rebonds offensifs          | 4                | 2 fois                    | 2 fois           | 3        | @ Wizards de Washington  | 11 mai 2015   |
| Rebonds défensifs          | 9                | @ Pistons de Détroit      | 17 décembre 2016 | 8        | @ Rockets de Houston     | 15 avril 2018 |
| Rebonds totaux             | 9                | 3 fois                    | 3 fois           | 9        | @ Rockets de Houston     | 15 avril 2018 |
| Passes décisives           | 18               | Hornets de Charlotte      | 5 décembre 2018  | 14       | Cavaliers de Cleveland   | 6 mai 2016    |
| Interceptions              | 6                | 3 fois                    | 3 fois           | 3        | 4 fois                   | 4 fois        |
| Contres                    | 3                | 9 fois                    | 9 fois           | 3        | Cavaliers de Cleveland   | 23 avril 2017 |
| Balles perdues             | 7                | 6 fois                    | 6 fois           | 7        | Wizards de Washington    | 13 mai 2015   |
| Minutes jouées             | 53               | Jazz de l'Utah            | 25 mars 2012     | 47       | @ Celtics de Boston      | 4 mai 2012    |

- Double-double : 94 (dont 5 en playoffs)
- Triple-double : 0

Dernière mise à jour : 16 janvier 2021